# Carrascal (Valdeprados)
Carrascal es un despoblado español situado en el término municipal de Valdeprados, en la provincia de Segovia, comunidad autónoma de Castilla y León. Formaba parte de la Comunidad de Villa y Tierra de Segovia, Sexmo de San Martín.[cita requerida]
En la ubicación donde se situaba no queda ningún resto. 

## Toponimia
El topónimo deriva de la raíz prerromana karr-, con el posible significado de ‘duro, fuerte’, más el sufijo abundancial -al.

## Ubicación e historia

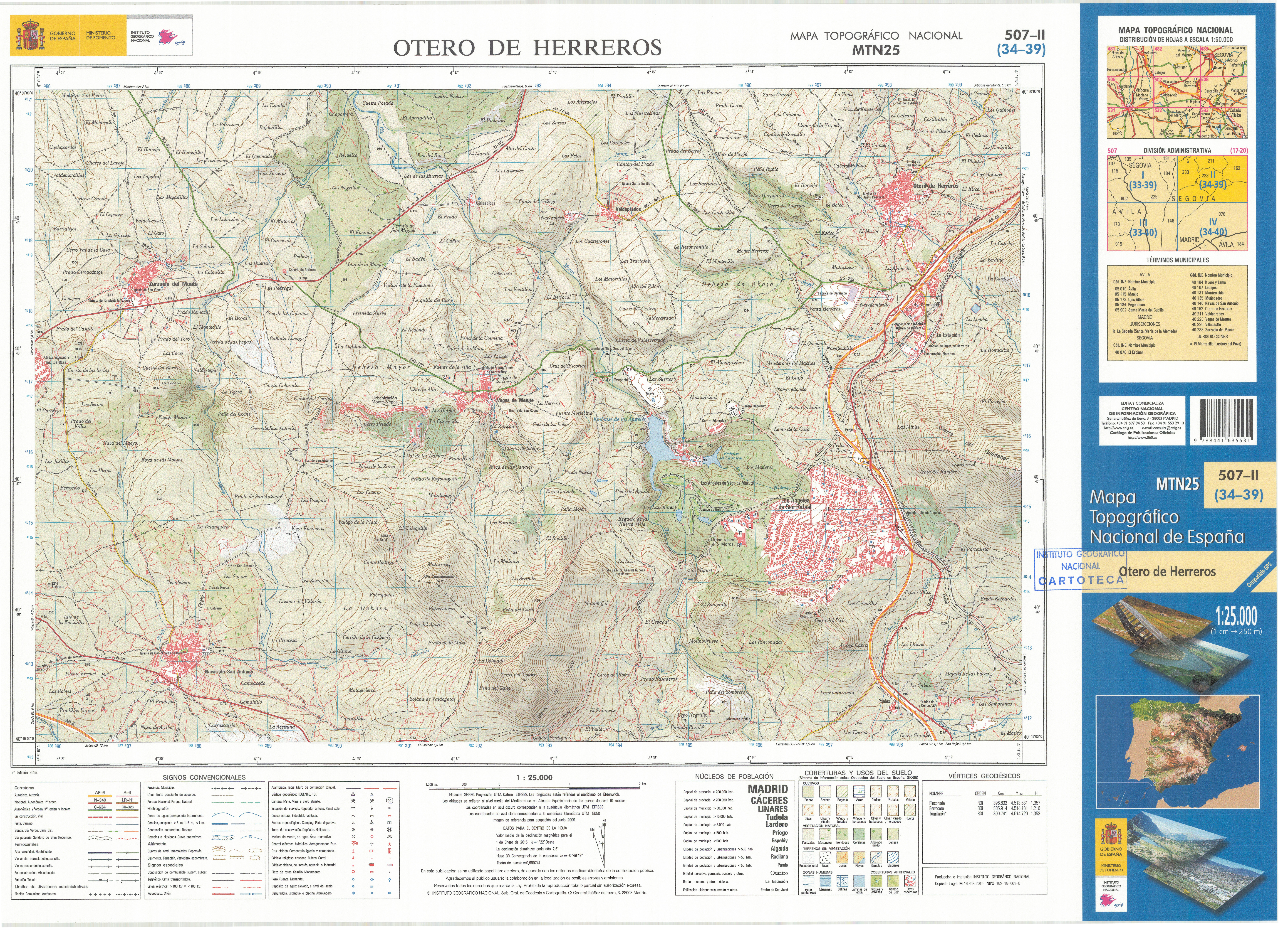
Fragmento de la hoja 483 del Mapa Topográfico Nacional de España de 2018 en el que se representa parte de la zona donde se ubicó Carrascal

Se encontraba 650 metros este de Valdeprados, en un paraje llamado Los Barriales, a la derecha de la carretera SG-723 (que une la N-110 con la N-603) junto a su desvío SG-V-7231 que llega hasta Valdeprados.
Seguramente fue fundado por canteros alrededor de una mina de piedra, la cual se utilizaría, por ejemplo, para construir el palacio de Riofrío y que generó conflictos con el vecino Otero de Herreros.